# Westmore
Westmore är en kommun (town) i Orleans County i den amerikanska delstaten Vermont, USA. Staden hade år 2000 306 invånare. Den har enligt United States Census Bureau en area på 97 km², allt är land. Westmore grundades år 1781 som Westford. Namnet ändrades år 1787 till Westmore.